# جيمس إتش روبين
جيمس إتش روبين (بالإنجليزية: James H. Rubin)‏ هو مؤرخ الفن ومؤرخ أمريكي، ولد في 4 مايو 1944.